# 2056
- Wikisource

| Calendário gregoriano                                                        | 2056 MMLVI                           |
| Ab urbe condita                                                              | 2809                                 |
| Calendário arménio                                                           | 1506 – 1507                          |
| Calendário bahá'í                                                            | 212 – 213                            |
| Calendário budista                                                           | 2600                                 |
| Calendário chinês                                                            | 4752 – 4753 Início a 15 de fevereiro |
| Calendário copta                                                             | 1772 – 1773                          |
| Calendário etíope                                                            | 2048 – 2049                          |
| Calendários hindus - Vikram Samvat - Calendário nacional indiano - Cáli Iuga | 2111 – 2112 1977 – 1978 5156 – 5157  |
| Calendário Holoceno                                                          | 12056                                |
| Calendário islâmico                                                          | 1479 – 1480                          |
| Calendário judaico                                                           | 5816 – 5817                          |
| Calendário persa                                                             | 1434 – 1435 Início a 20 de março     |
| Calendário rúnico                                                            | 2306                                 |
| Calendário solar tailandês                                                   | 2599                                 |

2056 (MMLVI, na numeração romana) será um ano bissexto do século XXI que começará num sábado, segundo o calendário gregoriano. As suas letras dominicais serão BA. A terça-feira de Carnaval ocorrerá a 15 de fevereiro e o domingo de Páscoa a 2 de abril. Segundo o horóscopo chinês, será o ano do Rato, começando a 15 de fevereiro.

| Evento                                                   | Data            | Hora  |
| -------------------------------------------------------- | --------------- | ----- |
| Aquário                                                  | 20 de janeiro   | 08:33 |
| Peixes                                                   | 18 de fevereiro | 22:30 |
| primavera no hemisfério norte e outono no hemisfério sul |                 |       |
| Carneiro/equinócio                                       | 19 de março     | 21:11 |
| Touro                                                    | 19 de abril     | 07:52 |
| Gémeos                                                   | 20 de maio      | 06:42 |
| verão no hemisfério norte e inverno no hemisfério Sul    |                 |       |
| Caranguejo/solstício                                     | 20 de junho     | 14:28 |
| Leão                                                     | 22 de julho     | 01:22 |
| Virgem                                                   | 22 de agosto    | 08:39 |
| Outono no Hemisfério Norte e Primavera no Hemisfério Sul |                 |       |
| Balança/equinócio                                        | 22 de setembro  | 06:39 |
| Escorpião                                                | 22 de outubro   | 16:25 |
| Sagitário                                                | 21 de novembro  | 14:20 |
| inverno no hemisfério norte e verão no hemisfério sul    |                 |       |
| Capricórnio/solstício                                    | 21 de dezembro  | 03:51 |

| UTC: Portugal Continental, Madeira, Guiné-Bissau e São Tomé e Príncipe Subtrair (-): 1 h nos Açores e Cabo Verde 2 h nas Ilhas oceânicas brasileiras 3 h em Brasília, em Goiás, na Amazônia Oriental Brasileira e no nordeste, sudeste e sul brasileiros 4 h na Amazônia Ocidental Brasileira, Mato Grosso e Mato Grosso do Sul 5 h no Acre e sudoeste do Amazonas Adicionar (+): 1 h em Angola e Guiné Equatorial 2 h em Moçambique 8 h em Macau 9 h em Timor-Leste. |
| Adicionar uma hora durante a vigência do horário de verão: Portugal Continental : De 26 de março a 29 de outubro de 2056 |

| Ano completo                      |
| --------------------------------- |
| Ano bissexto com início ao sábado |

## Eventos esperados e previstos
- Ano do Rato, segundo o Horóscopo chinês.

### Datas desconhecidas
- Realização dos Jogos Olímpicos de Verão de 2056.